# Língua pochuteca
Pochuteca é uma língua uto-asteca extinta do ramo náua (asteca).